# Сирота Василь Дмитрович
Василь Дмитрович Сирота (1926, місто Татарбунари, Румунське королівство, тепер Одеської області — ?) — український радянський діяч, голова колгоспу імені Татарбунарського повстання Ізмаїльської (Одеської) області. Депутат Верховної Ради СРСР 3-го скликання.

## Життєпис
Народився в бідній селянській родині. Батько наймитував.
Василь Сирота працював у сільському господарстві, з 1940 по 1941 рік був колгоспником колгоспу імені Татарбунарського повстання міста Татарбунари Ізмаїльської області. У червні 1941 року брав участь в евакуації колгоспної худоби з Татарбунар до Котельниковського району Сталінградської області, де залишився і працював у колгоспі.
З січня 1944 року — в Червоній армії, учасник німецько-радянської війни. Служив сапером 4-го гвардійського моторизованого інженерного батальйону. Під час бойових дій був важко поранений. У 1944 році вступив до комсомолу.
Після демобілізації повернувся до Татарбунар, працював бригадиром колгоспу імені Татарбунарського повстання Ізмаїльської області.
З 1949 року — голова колгоспу імені Татарбунарського повстання міста Татарбунари Ізмаїльської (Одеської) області.

## Нагороди
- орден Червоної Зірки (12.03.1945)
- ордени
- медалі